# Paweł Mniszech
Paweł Mniszech herbu własnego (zm. w 1616 roku) – starosta łukowski w latach 1599–1616.
Był synem Mikołaja.
Uczył się w Dillingen w 1592 roku i w gimnazjum jezuitów w Braniewie w 1595 roku.
Poseł na sejm 1611 roku z województwa lubelskiego, deputat izby poselskiej do sprawy brandenburskiej.